# Gràffica
Gràffica es una revista española que trata temas de diseño gráfico, tipografía y cultura de la imagen. En el 2009 inició su actividad digital, y en 2016 se comenzó a imprimir en papel.
Para 2022, la web de Gràffica tenía una media de 300 mil lectores mensuales, mientras que la revista física producía una tirada de 4 mil ejemplares.

## Historia
La revista Gràffica fue fundada en Valencia en 2009 por los diseñadores Ana Gea y Víctor Palau, quienes también son cofundadores de la consultoría Palau-Gea. Tiene como antecedente un blog sobre diseño gráfico que llegó a tener 15 mil lectores. Desde ese mismo año también se organizan los Premios Gràffica.